# Аргентино-кубинские отношения
Аргентино-кубинские отношения — двусторонние дипломатические отношения между Аргентиной и Кубой.

## История
Оба государства были частью Испанской империи. В 1816 году Аргентина обрела независимость, а в 1902 году Куба стала независимой страной после окончания Испано-американской войны. 12 мая 1909 года Аргентина и Куба официально установили дипломатические отношения, которые не носили широкомасштабный характер из-за географического расстояния. В январе 1959 года кубинский революционный лидер Фидель Кастро вошел в Гавану и взял под свой контроль страну. После Кубинской революции Аргентина установила отношения с новым правительством, а в мае 1959 года Фидель Кастро посетил Буэнос-Айрес, где провел встречу с президентом Аргентины Артуро Фрондиси. В августе 1961 года кубинский революционер аргентинского происхождения Эрнесто Че Гевара тайно посетил Аргентину на несколько часов и встретился с президентом Артуро Фрондиси и тётей, прежде чем покинуть страну.
В декабре 1961 года Куба объявила, что становится марксистской и социалистической страной, а также наладила отношения с Советским Союзом. 21 января 1962 года Куба была исключена из Организации американских государств (ОАГ), а в сентябрю 1962 года Соединённые Штаты Америки ввели полное экономическое эмбарго в отношении этой страны. В том же году, по настоянию США, Аргентина и все латиноамериканские страны (за исключением Мексики) разорвали дипломатические отношения с Кубой с целью изолировать правительство Фиделя Кастро. 28 мая 1973 года при президенте Экторе Кампоре Аргентина стала третьей латиноамериканской страной (после Чили и Перу), восстановившей дипломатические отношения с Кубой. Президент Кубы Освальдо Дортикос Торрадо после отставки продолжил работу послом в Аргентине. Отношения между обеими странами значительно улучшились после прихода к власти в Аргентине Хуана Перона: Аргентина предоставила Кубе кредит на сумму 200 млн. долларов США в год в течение шести лет. Во время военной диктатуры в Аргентине (1976—1983 годы) Куба поддерживала отношения с этой страной. Так, когда началась Фолклендская война между Аргентиной и Великобританией в апреле-июне 1982 года Куба поддержала право Аргентины на Фолклендские острова и направила оружие в Аргентину из Ливии через Бразилию.
В октябре 1986 года президент Аргентины Рауль Альфонсин совершил официальный визит на Кубу, став первым президентом страны, осуществившим это. В 1995 году лидер Кубы Фидель Кастро посетил Аргентину для участия в пятом Иберо-американском саммите в Сан-Карлос-де-Барилоче, где он провел встречу с президентом Аргентины Карлосом Менемом. В 1997 году отношения между странами ухудшились: во время 7-го Иберо-американского саммита на венесуэльском острове Маргарита президент Аргентины Карлос Менем призвал к демократии на Кубе и к прекращению нарушений прав человека на острове. В ноябре 1999 года президент Карлос Менем отказался присутствовать на 9-м Иберо-американском саммите в Гаване. Отношения между Аргентиной и Кубой улучшились после прихода к власти Нестора Киршнера. В 2003 году Фидель Кастро прибыл в Аргентину для участия в инаугурации президента Нестора Кирхнера. В 2006 году Фидель Кастро посетил Аргентину в последний раз, приняв участие в саммите Меркосур в Кордове. В июле 2006 года Рауль Кастро занял пост исполняющего обязанности президента Кубы, а в 2008 году стал президентом. В 2009 году президент Аргентины Кристина Фернандес де Киршнер посетила Кубу, где провела встречу с Фиделем и Раулем Кастро. В 2013 году она вновь посетила Кубу с официальным визитом.
В декабре 2015 года Маурисио Макри стал президентом Аргентины. В октябре 2016 года президенты Рауль Кастро и Маурисио Макри встретились в колумбийском городе Картахене, где присутствовали при подписании мирного договора между правительством Колумбии и повстанцами ФАРК. Президенты Аргентины и Кубы сделали совместное заявление, что планируют достичь соглашения погашении задолженности Кубы в размере 11 млрд долларов США от первоначального долга в размере 1,3 миллиарда долларов США, который Куба взяла взаймы у Аргентины в 1973 году (остальная часть — неоплаченные проценты). В 2013 году 84 000 аргентинских туристов посетили Кубу, что сделало Аргентину крупнейшим поставщиком туристов из Латинской Америки и пятым по величине в мире.

## Торговля
В 2015 году объём товарооборота между странами составил сумму 386 млн. долларов США. Экспорт Аргентины на Кубу: продовольственные товары. Экспорт Кубы в Аргентину: фармацевтические продукты и медикаменты.

## Дипломатические представительства
- Аргентина имеет посольство в Гаване[17].
- У Кубы имеется посольство в Буэнос-Айресе[18].